# 加州科学中心
加州科学中心（英語：California Science Center，有时也串作California ScienCenter）是一间州立机构，位于美国洛杉矶的博览会公园里面。它作为美国西岸最大的科学中心，它和加州科学中心基金会以及州政府有着公私伙伴关系。

## 历史
它的前身为加州科学和产业博物馆，在1998年被改装为加州科学中心。目前，它拥有IMAX影院、素描基金会画廊、航空和航天展品（原航天馆）和科学中心。科学中心每年还会举办加州科学展览。